# جاده ئی۸۴۶ اروپا
جاده ئی۸۴۶ اروپا (به انگلیسی: European route E846) یکی از جاده‌های درجه ۲ قاره اروپا است.
این جاده که در کشور ایتالیا قرار دارد از شهر کزنتزا شروع شده و در شهر کروتون به پایان می‌رسد.